# 劇団スーパー・エキセントリック・シアター
劇団スーパー・エキセントリック・シアター（Super Eccentric Theater）は、日本の劇団。アミューズ傘下の株式会社スーパーエキセントリックシアターが運営している。通称「SET」（エス・イー・ティー）。

## 概要
1979年、劇団大江戸新喜劇を母体として三宅裕司、斎藤洋介を中心に旗揚げした。劇団の命名者は斎藤洋介である。上記しているが、劇団の命名者は斎藤洋介とあるが、これは斎藤が新たに考えたのではない。旗揚げ前に池袋の喫茶店にメンバーが集まって各々考えていた劇団名の案を持ち寄るも良い名前がなく、劇団大江戸新喜劇最後に自分達で一本舞台を作ると作った舞台の開催告知のチラシに書かれていた「血も凍る世にも恐ろしいスーパーエキセントリックシアター」と言うキャッチコピーから取られている。当時劇団大江戸新喜劇の製作に斎藤洋介がいて、先述の「血も凍る世にも恐ろしいスーパーエキセントリックシアター」と言うキャッチコピーを斎藤が作ったのが斎藤が劇団の命名者になった理由である。
「ミュージカル・アクション・コメディ」を旗印に、幅広いジャンルの舞台を上演。特定のジャンルにこだわらず多くの人を楽しませるという「総合芸術」を標榜し、年1回の公演では、東京公演のみで1万6000人以上の観客を動員している。
『高橋幸宏のオールナイトニッポン』にレギュラー出演し注目を集め、その縁で1983年、三宅裕司・山崎大輔・永田耕一・小倉久寛・八木橋修・三谷悦代・石井桂子・今村明美のメンバーでYMOのアルバム『サーヴィス』に参加する。更に1984年には、高橋幸宏プロデュースにてSET名義のアルバム『THE ART OF NIPPONOMICS』を発表する。
2007年、オール劇団員キャストのオーディオドラマ『THE FANTASTIC HOTEL』が制作・発表された。
2017年、次世代の育成のために、小中学生を対象とした「劇団こどもSET」を設立。「劇団SETの俳優たちが演じてきた過去の本公演を子供達だけで再上演する。」をコンセプトとし毎年公演を行っている。

## 主な所属俳優
以下、五十音順
- 赤堀二英
- 秋場千鶴子
- 浅田壮摩
- 東将司
- 岩澤晶範
- 岩永新悟
- 右近良之
- 大内厚雄
- 大城麗生
- 大関真（運営会社代表取締役）
- おおたけこういち
- 岡山玲奈
- 小倉久寛
- 鎌田麻里名
- 上條沙恵子
- 河本千明
- 木下桜
- 久ヶ沢徹
- 久下恵美
- 栗原功平
- 小暮邦明
- 坂井香奈美
- 榊英訓
- 佐古井隆之
- 佐藤伸之
- 渋谷渉大流
- 志摩匠人
- 白井美貴
- 白土直子
- 杉野なつ美
- 須田歩
- 瀬尾智美
- 聖香
- 高橋修
- 田上ひろし
- 立川ユカ子
- 千葉雅大
- 辻大樹
- 時松研斗
- 富山バラハス
- 豊永利行
- 永澤洋
- 中島奏
- 永田耕一
- 西海健二郎
- 野添義弘
- 長谷川慎也
- 服部紗弥
- 古家由依
- 堀田勝
- 丸山優子
- 三谷悦代
- 南波有沙
- 三宅裕司（主宰）
- 八木橋修
- 安川里奈
- 安田裕
- 矢野奨吾
- 山口麻衣加
- 山﨑愛華
- 山崎大輔
- 山城屋理紗
- 良田麻美

## 過去に所属していた俳優
以下、順不同
- 勝俣・ジジ・ぶぅ（勝俣喜明、現在は劇団WAHAHA本舗に在籍）
- 日比野朱里（小粥よう子）
- 沢木麻美
- 北原つん
- 岸谷五朗（SET隊メンバー。脱退後、寺脇と地球ゴージャスを結成）
- 寺脇康文（SET隊メンバー。脱退後、岸谷と地球ゴージャスを結成）
- 山田幸伸（SET隊メンバー）
- 小野真一
- 大崎聖二
- 中村雅都
- 折笠富美子
- 久保いろは（当時モエヤン）
- 池辺愛（当時モエヤン）
- どうじょう拓人
- 長谷川恵美
- 水木薫（創立メンバー）
- 斎藤洋介（創立メンバー）
- 坂田鉄平
- 原将明
- 鈴木雅也
- 嶋田真

## エピソード
- 旗揚げ後、劇団を売り込むためにニッポン放送の大型スタジオ「ラジオハウス銀河」（銀河スタジオ）にてマスコミ業界人を対象に「コリゴリ博士の華麗なる冒険」を上演[注 3][1]。公演は好評を博し、これがきっかけとなり1983年に『高原兄のヤングパラダイス』（三宅裕司のヤングパラダイス」の前身番組）内で「S.E.T.劇場」のタイトルで5分番組レギュラーを獲得する。当時、オールナイトニッポン火曜1部を担当していた高橋幸宏が打ち合わせをしながら聴いており「面白い。自分の番組に呼べないか」とスタッフに持ちかけ、のちに『高橋幸宏のオールナイトニッポン』にレギュラー出演することになった。同番組は1983年12月に終了したが、この番組でのトーク力を買われ、翌1984年2月より『ヤングパラダイス』の二代目パーソナリティーに三宅が就任。『三宅裕司のヤングパラダイス』は中高生を中心に人気を博し、三宅を筆頭にSETの知名度を押し上げた[2]。

## ディスコグラフィー
- ニッポノミクス（The Art of Nipponomics）（1984年、¥EN/アルファレコード）